# パトリック・プルー
パトリック・プルー（Patrick Pelloux、1963年8月19日 - ）はフランスのパリ市救急医療支援サービス（SAMU、本部：ネッケール病院）の救急医、労働組合活動家および作家である。
『シャルリー・エブド』の医療コラムを担当し（2015年9月まで）、2018年4月からは『月刊シネ』に執筆している。また、「フランス5」の番組『医療マガジン』にも出演している。

## 経歴

### 医師になる決意
ヴァル＝ド＝マルヌ県ヴィルヌーヴ＝サン＝ジョルジュ出身。父親は運動療法士で、叔父の一人は総合診療医であった。中学生の頃、「国境なき医師団」の活動をテレビで見て、医師になる決意をしたという。
パリの実験校（リセ）「欧州国際校」およびパリ第5大学医学部で学んだ。早くから救急医療の問題に取り組み、博士論文の題目は「サンタントワーヌ病院の緊急外来患者数の激増について ― 1993年11月30日の路面凍結」であり（1995年）、救急・災害医療の医師の資格を取得した（1996年）。
1997年から救急医の労働組合「フランス病院救急医協会 (AMUHF)」（後に「フランス救急医協会 (AMUF)」に改名）の会長を務めた。

### 2003年の猛暑
パトリック・プルーの名前が知られるようになったのは、フランスで高齢者を中心に14,800以上が死亡した2003年の猛暑（ヨーロッパ熱波）の際である。彼はかなり早くから（最初の50人ほどの死亡が猛暑の影響であることを指摘し）様々な報道番組に出演して、医療サービスにおけるこの猛暑の影響について警告し、対応の遅れを非難した。
彼はこれ以前から医療サービスの改善（特に新病棟の建設）のために病院内でも労働組合においても、さらには『シャルリー・エブド』の医療コラムにおいても様々な働きかけを行っていたが、これを機会にメディアに取り上げられ、やがてオピニオンリーダーの役割を果たすことになった。だが、彼の医療制度批判に病院側はますます神経をとがらせ、挙句は嫌がらせを受け、解雇されることになった。その後、パリ市救急医療支援サービスの救急医になったのは、当時のパリ市長ベルトラン・ドラノエの取り計らいによるものだったという。

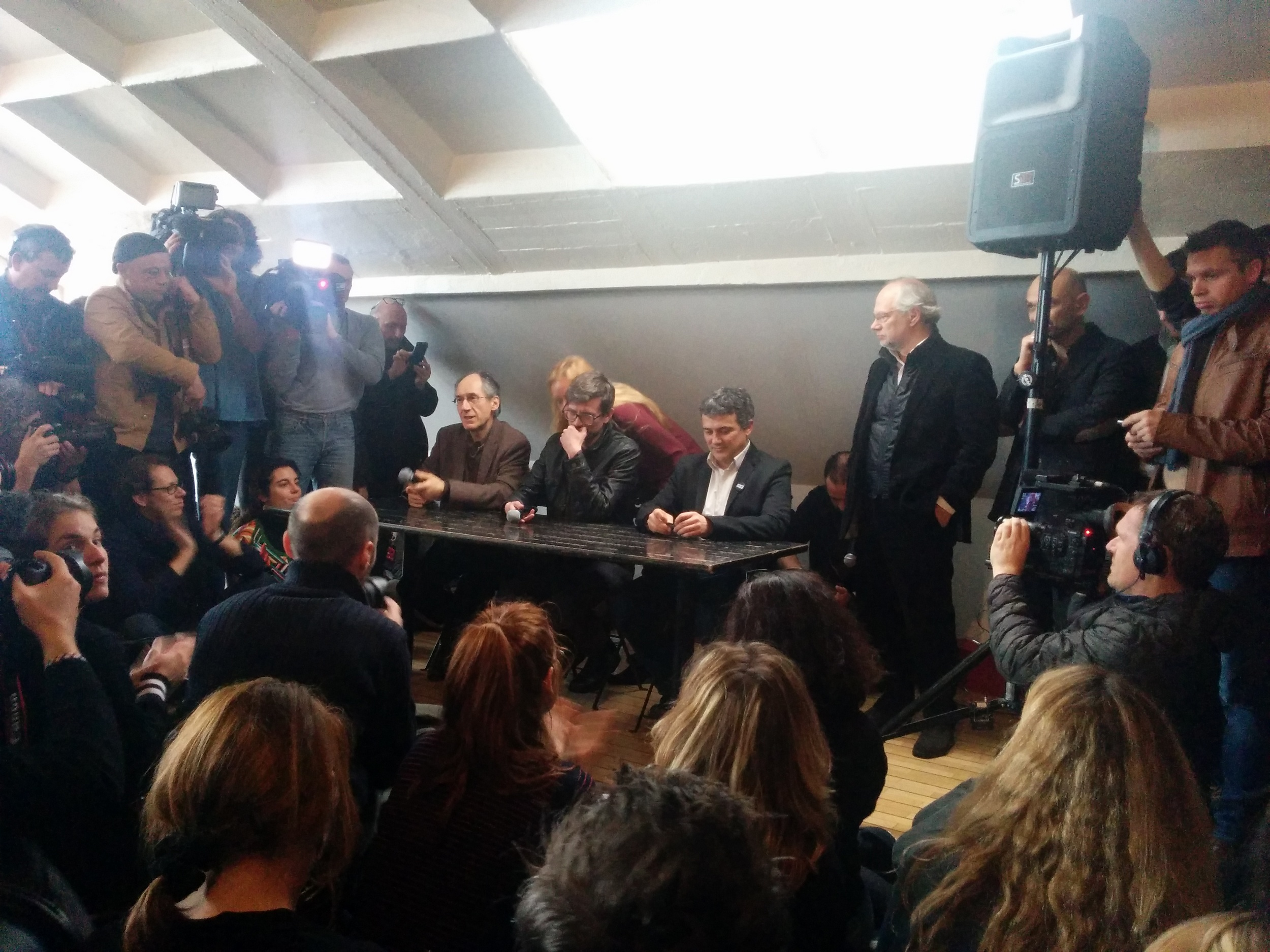
シャルリー・エブド襲撃事件後の記者会見 (事件後、一時的に編集部を置いていたリベラシオン社にて) - 中央に『シャルリー・エブド』のメンバー3人。右手がパトリック・プルー (2015年1月)

### シャルリー・エブド襲撃事件・パリ同時多発テロ事件
2015年1月7日のシャルリー・エブド襲撃事件の際は、真っ先に駆けつけて救命に当たった。翌8日にBFM TVに出演し、「（電話を受けてから）3分後に現場に到着して救命に当たったが、頭を撃たれていて、もうどうしようもなかった。仲間を助けることができなかった」と泣き崩れ、「（犯人らは）シャルリー・エブドだけでなく民主主義を破壊しようとしたのだ … 新聞を続けなければならない。やつらを勝たせるわけにはいかないのだから」と語った。
また、この10か月後のパリ同時多発テロ事件の際にも、サンタントワーヌ病院やピティエ＝サルペトリエール病院の救急医療センターを中心に医療スタッフを編成・統括したのがパトリック・プルーだった。「医師や看護士らが勤務時間外にもかかわらず自発的に出勤 … 休暇中もしくは引退した医師や看護士までが続々とやってきた…ｃ緊急医療室には、「どうしたら協力できるか」との問い合わせの電話も相次いだ」。まるで「戦場の殺戮のようだ」、「実弾に撃たれた人間が次々と運ばれてくる・・・こんな光景は見たことがない・・・野戦病院のようだ」と、事件の翌々日、BFM TVで現場の様子を語った。

### 医療・社会貢献
2015年6月29日、これまでの医療・社会貢献に対してフランソワ・オランド大統領からレジオンドヌール勲章を授与された。
2015年からパリ公立病院連合（公的扶助 - パリ病院）の医療施設委員会の議長を務めている。
2018年には、要介護高齢者施設 (EHPAD) の人的・物的資源不足の問題について、Change.orgに請願を投稿し、50万筆以上の署名を得た。また、救急医療サービスで緊急電話に対応せず、数時間後に患者が死亡した事件でも、翌日の夜に Europe 1に出場し、救急医療体制の改善を求めた。

### 幅広い活動
2015年11月、パリ高等ジャーナリズム学院から名誉博士号を授与された。
2016年5月、ブリュッセル自由大学にその功労を称えられた。
2017年、『ル・パリジャン』紙の最も影響力のある人物で7位に入った。
医療活動以外にも、移民支援、居住の権利に関する活動、不法滞在学生への支援、経済問題に関する活動、動物福祉運動、さらには『SAINT LAURENT/サンローラン』等の複数の映画で医者役を演じるなど、非常に幅広い活動を展開している。
『シャルリー・エブド』の医療コラムの記事をまとめた『Histoire d'urgences (緊急の話)』、シャルリー・エブド襲撃事件後の自らの苦しみを綴ると同時に、医師としてテロリズムの犠牲者とどう向き合うかについて語った『L'instinct de vie (生の本能)』など著書も多い。